# Rose O’Neal Greenhow

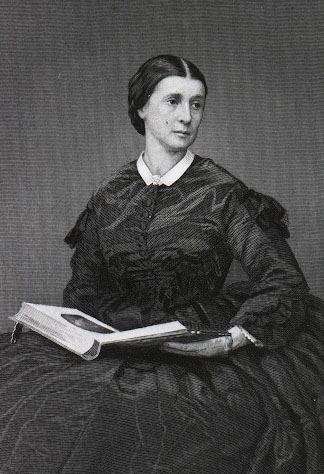
Rose Greenhow, ca. 1863

Rose O’Neal Greenhow (* vermutlich 1815 in Montgomery County, Virginia; † 1. Oktober 1864 vor der Küste Wilmingtons, North Carolina) war eine Spionin für die Südstaaten im Amerikanischen Bürgerkrieg. Ihr größtes Verdienst war die Weiterleitung dreier strategisch bedeutender Nachrichten an General Beauregard, die der Armee der Südstaaten in der Ersten Schlacht am Bull Run zum Sieg über die Armee der Nordstaaten verhalfen. Als sie für ihre Aktivitäten für zehn Monate unter Arrest gestellt wurde, schmuggelte sie Informationen und Briefe aus dem Gefängnis, in denen sie sich als Märtyrerin der Südstaaten darstellte. Präsident Jefferson Davis empfing sie bei ihrer Rückkehr als eine Heldin des Südens und ließ sie nach ihrem Tod mit militärischen Ehren begraben. Bekannt wurde sie unter den Spitznamen Wild Rose und Rebel Rose.

## Leben

### Jugend und Ehe
Rose O’Neals Geburtsdatum ist unbekannt, ebenso die Identität ihrer Eltern. In Montgomery County lebten mehrere O’Neals und es wird angenommen, dass ihre Eltern Eliza Henrietta und John O’Neal waren. Sollte dies zutreffen, war Rose die dritte von fünf Töchtern. John O’Neal wurde 1817 von einem Sklaven getötet. Seine Frau war gezwungen, sämtliche seiner Besitztümer zu verkaufen, um seine Schulden zu tilgen und sowohl Rose als auch ihre Schwester Ellen zu deren Tante Maria Ann Hill nach Washington, D.C. zu senden. Ihre Tante betrieb in Capitol Hill eine Pension, in der die Schwestern zur Schule gingen und in gesellschaftlichen Normen unterwiesen wurden. Hier knüpfte Rose erste Kontakte, u. a. mit John C. Calhoun, dessen Ansichten zur Sklaverei und zu den Rechten der Südstaaten sie teilte. Durch ihre Lebhaftigkeit und ihre Schlagfertigkeit machte sie sich in den höheren Kreisen beliebt und erhielt den Spitznamen Wild Rose, zu Deutsch Wilde Rose. Roses Stellung in der Gesellschaft festigte sich, als ihre Schwester Ellen im Jahr 1833 James Madison Cutts heiratete, einen Neffen der ehemaligen Präsidentengattin Dolley Madison, die für die Schwestern eine Mentorin wurde.

Im Jahr 1835 heiratete Rose Robert Greenhow, der im State Department arbeitete. Die Ehe brachte die gemeinsamen Töchter Florence, Gertrude, Leila und Rose hervor. Über ihn lernte sie unter anderem Daniel Webster und James Buchanan, den späteren 15. Präsidenten der Vereinigten Staaten, kennen. Buchanan wurde ein enger Freund und seine Bekanntschaft öffnete Rose den Weg in die höchsten Kreise Washingtons. Sie machte sich rasch einen Namen als großzügige Gastgeberin und empfing in ihrem Haus Politiker, Diplomaten und ausländische Würdenträger. Auf diese Weise schuf sie sich ein Netz von Freunden, Gönnern und Verbündeten und die Greenhows gewannen zunehmend an Einfluss. Unter anderem verhalfen Roses vielfältige Kontakte Greenhow zu mehreren Amtsperioden. Von ihrem Mann, der Landansprüche der USA im nordwestlichen Pazifik recherchierte, lernte sie Landkarten lesen und Indizien zu analysieren, was ihr später von Nutzen war. Gemeinsam unterstützte das Paar John C. Calhouns Ziel, die Sklavenstaaten auszudehnen. Auch betrieb Rose für ihn Lobbyarbeit, als er gegen den Kompromiss von 1850 arbeitete. Während seiner letzten Krankheit im selben Jahr wich sie nicht von seiner Seite und später schrieb sie über ihn: 

„Ich bin eine Frau des Südens, geboren mit revolutionärem Blut in meinen Adern und meine ersten, groben Vorstellungen über Regierungs- und Staatsangelegenheiten erhielten Festigkeit und Gestalt dank des besten und weisesten Mannes dieses Jahrhunderts.“

Nach Calhouns Tod verließ Robert Greenhow das State Department und versuchte eine Zeit lang, in San Francisco Fuß zu fassen. Über James Buchanan verschaffte Rose ihrem Mann eine Stelle als Assistent in der U.S. Land Commission, doch war es nicht der lukrative Posten, den er sich erhofft hatte. Zudem stellte sich ein Landanspruch in Kalifornien, auf den Greenhow seine Hoffnungen gesetzt hatte, als Schwindel heraus, sodass die Greenhows investiertes Geld verloren. Im Jahr 1854 verunglückte Greenhow tödlich, als er auf der Straße in eine Baugrube stürzte. Als Entschädigung sprach die Stadt San Francisco Rose 10.000 Dollar zu, dennoch zog sie nach Washington zurück, wo sie gelegentlich für den New York Herald Kommentare über die Washingtoner Gesellschaft schrieb. Ein letztes Mal reiste sie 1856 nach Kalifornien, um James Buchanans Kandidatur als Präsident zu unterstützen. Sie riet ihm zudem, eine transkontinentale Eisenbahnstrecke zu bauen.

### Spionage
Bereits früh gab es Gerüchte, dass die Greenhows politisch intrigierten. So wurde Rose während der Verhandlungen zum Oregon-Kompromiss verdächtigt, für die Briten zu arbeiten. Auch befürwortete sie stets die Sklaverei und war begeistert von der Sezession. Als im April 1861 der Amerikanische Bürgerkrieg ausbrach, wurde Rose Kopf eines Spionagerings in Washington. Durch ihre zahlreichen Kontakte war es für sie einfach, Informationen zu erhalten. Nach wie vor kultivierte sie Freundschaften in verschiedenen politischen Lagern und gehörte zu den wenigen Sympathisanten der Südstaatler, die nach wie vor Nordstaatler einluden und bewirteten. Junge Offiziere und Regierungsbeamte verdächtigten Frauen nicht als Spione und gaben unbedacht Details aus Stabstreffen preis. Auf diese Weise gelang es Rose, dem konföderierten General Beauregard Informationen über die Marschrouten und Marschbefehle der Unionsarmee zu senden. Sie schmuggelte die Informationen im Haarknoten ihrer Botin Betty Duvall. Sowohl Beauregard als auch Jefferson Davis schrieben Rose den Sieg der konföderierten Armee in der Ersten Schlacht am Bull Run zu.
Im Gegensatz zu konventionellen Spionen machte Rose jedoch keinen Hehl aus ihren Sympathien für den Süden, weshalb sie den Nordstaaten nach der Schlacht am Bull Run zunehmend verdächtig wurde. So besuchte sie offen konföderierte Kriegsgefangene, um ihnen Nahrung und Kleidung zu bringen, und schickte ihre Namen nach Richmond. Auch teilte sie der Ehefrau eines Beamten des State Department mit, dass sie mühelos jederzeit mit Beauregard kommunizieren konnte. Hinzu kamen Gerüchte um Liebesaffären mit den Senatoren Joseph Lane und Henry Wilson. Der Detektiv Allan Pinkerton, der sie im Auftrag der Regierung beschattete, sagte über sie:

„Sie hat alles und jeden als Mittel benutzt, um ihre gottlosen Absichten auszuführen. Nicht umsonst hat sie ihre Macht unter den Offizieren der Armee benutzt, von denen sie einige ihrer patriotischen Herzen beraubt und in Sympathisanten mit den Feinden des Landes verwandelt hat […] Nichts war ihr zu heilig, um es nicht zur Vollendung ihrer verräterischen Zwecke zu benutzen.“

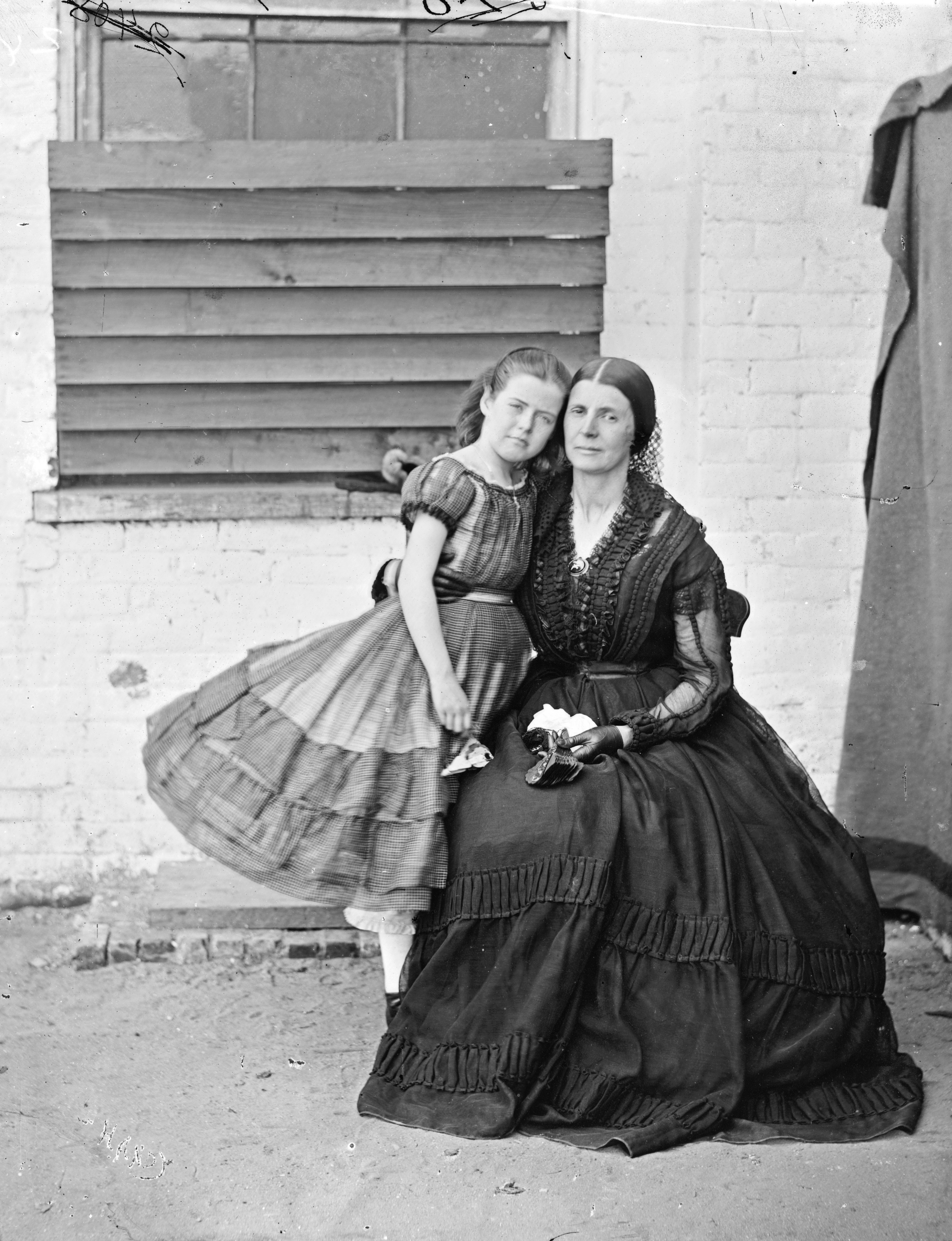
Rose Greenhow mit ihrer Tochter „Little Rose“ im Old Capitol Prison, 1862

Trotz der Observierung sandte Rose weiterhin verschlüsselte Nachrichten. Unter anderem gelang es ihr, Kopien von Berichten über Washingtons Verteidigungsanlagen zu bekommen, aus denen sich Schwächen in der Verteidigung, Anzahl der Soldaten und Menge und Zustand der Munition ableiten ließen. Des Weiteren heckte sie gemeinsam mit ihren Freunden und Helfern Sabotagepläne aus, falls die konföderierte Armee einmarschierte. So war es beispielsweise geplant, die Telegrafenkabel zwischen den Forts der Nordstaaten zu zerschneiden und die Kanonen unschädlich zu machen.
Am 23. August 1861 wurde sie von Pinkerton unter Hausarrest gestellt. Es gelang ihr nur teilweise, belastendes Material zu vernichten. Zu dieser Zeit lebte nur noch ihre jüngste Tochter, Rose, bei ihr und teilte den Arrest ihrer Mutter. Da ihre Wachen zu Recht vermuteten, dass sie nach wie vor Nachrichten hinausschmuggelte, wurde auch die Tochter mitunter als Gefangene behandelt. Zudem wurden Roses persönliche Habseligkeiten durchsucht, was sie zu mehreren wütenden Briefen an William H. Seward veranlasste. Kopien von zwei Briefen, die sie hinausgeschmuggelt hatte, wurden von ihren Freunden in Richmond in der Zeitung veröffentlicht. Anschließend wurden sie und ihre achtjährige Tochter, von der sie sich nicht trennen wollte, im Januar 1862 ins Old Capitol Prison überführt. Ironischerweise war es das zum Gefängnis umfunktionierte ehemalige Hotel ihrer Tante und Rose bewohnte das alte Zimmer ihres großen Vorbilds John C. Calhoun.
Rose nutzte ihre Gefangenschaft propagandistisch aus und benahm sich demonstrativ als Märtyrerin für den Süden, sowohl in Anhörungen als auch in ihren Tagebuchaufzeichnungen. Sie präsentierte sich als hingebungsvolle Patriotin und Opfer „der brutalen Yankees, die eine Mutter und ihr Kind einsperren“, was ihr im Süden viel Sympathie einbrachte. Nach einer Anhörung im März 1862, die ergebnislos verlief, entschied die Regierung schließlich, Rose bis Kriegsende in die Südstaaten zu verbannen. Im Juni wurde sie schließlich freigelassen und über die Grenze gebracht. Mit einer konföderierten Flagge um die Schultern reiste Rose nach Richmond, wo sie als Heldin empfangen wurde. Jefferson Davis ehrte sie für ihre Verdienste und gab ihr eine Belohnung von 2500 Dollar. „Ohne Euch hätte es keine Schlacht am Bull Run gegeben.“
Dennoch wurde sie von einigen Landsleuten mit zwiespältigen Gefühlen betrachtet. Mit ihren offenen Schilderungen, wie sie rund um die Uhr bewacht und ihre Wäsche durchwühlt wurde, hatte sie gängige Anstandsregeln verletzt und es galt für eine Frau als unschicklich, nach Berühmtheit zu streben. Hinzu kam, dass einige ihrer eigenen Landsleute ihr misstrauten. Mary Chesnut schrieb in ihrem Tagebuch: 

„Einige behaupten, Mrs. Greenhow hätte sich selbst in Gewahrsam und unter Verdacht begeben, damit wir ihr mehr vertrauten. Die Männer von Manassas schwören, dass sie unser guter Engel wäre, aber die Frauen von Washington sahen, dass sie sich stets dem höchsten Bieter anbot – und sie haben mehr Geld als wir!“

### Auslandsreise und Tod
Im August 1863 durchbrach Rose die Blockade der Nordstaaten und reiste gemeinsam mit ihrer Tochter nach Europa, um dort für mehr Unterstützung der Südstaaten zu werben. Unter anderem wurde sie von Napoleon III. und Königin Victoria empfangen. Während ihrer Zeit in England schrieb sie ihre Memoiren über ihre Inhaftierung und veröffentlichte sie unter dem Titel My Imprisonment and the First Year of Abolition Rule At Washington, zu Deutsch Meine Gefangenschaft und das erste Jahr abolitionistischer Herrschaft in Washington. Das Buch wurde in Großbritannien ein Bestseller, allerdings gelang es ihr trotz ihrer Beliebtheit nicht, die europäischen Staaten als Verbündete zu gewinnen.
Im August 1864 reiste Rose mit Nachrichten und mehr als zweitausend Dollar in Gold aus ihren Buchverkäufen zurück nach Amerika, ließ ihre Tochter jedoch in einer Klosterschule in Frankreich zurück. Die Nordstaaten blockierten die Südstaaten nach wie vor und kurz vor der Küste Wilmingtons lief das Schiff auf Grund. Da sie von einem Schiff der Nordstaaten verfolgt wurden und Rose eine erneute Gefangennahme fürchtete, bestand sie darauf, trotz des tobenden Sturmes an Land gerudert zu werden. An der Mündung des Cape Fear Rivers kenterte das Boot und da Rose ihr Gold am Körper trug, wurde sie unter Wasser gezogen und ertrank. Ihre Leiche wurde an Land gespült und nach Wilmington überführt, wo sie mit militärischen Ehren begraben wurde.